# Ceralocyna marcelae
Ceralocyna marcelae är en skalbaggsart som beskrevs av Hovore och Chemsak 2005. Ceralocyna marcelae ingår i släktet Ceralocyna och familjen långhorningar. Inga underarter finns listade.